# Motocyklowe Grand Prix Styrii
Motocyklowe Grand Prix Styrii – eliminacja Motocyklowych Mistrzostw Świata, która jest rozgrywana od 2020 roku.

## Zwycięzcy
| Rok  | Tor           | Moto3            | Moto2           | MotoGP          |
| ---- | ------------- | ---------------- | --------------- | --------------- |
| 2021 | Red Bull Ring | Pedro Acosta     | Marco Bezzecchi | Jorge Martín    |
| 2020 | Red Bull Ring | Celestino Vietti | Marco Bezzecchi | Miguel Oliveira |